# Festival international des cinémas d'Asie de Vesoul 2024
Le Festival international des cinémas d'Asie de Vesoul 2024, 30e édition du festival, s'est déroulé du 6 au 13 février 2024.

## Les jurys

### Jury International
- Mohsen Makhmalbaf (président du jury), réalisateur
- Zero Chou, réalisatrice
- Fatemeh Motamed Arya, actrice
- Shogen, acteur

### Jury NETPAC
André Raphaël Ivanov, producteur, agent de talent et directeur de festivals

## Sélection

### En compétition
- All Ears de Liu Jiayin  Chine
- The Snow Leopard de Pema Tseden  Chine
- Work to Do de Park Hong-jun  Corée du Sud
- The Spark de Rajesh S. Jala  Inde
- Maria de Mahdi Asghari Azghadi  Iran
- Scream de Kenzhebek Shaikakov  Kazakhstan
- Sunday de Shokir Kholikov  Ouzbékistan
- Paradise de Prasanna Vithanage  Singapour
- Solids by the Seashore de Patiparn Boontarig  Thaïlande